# Väsby båtsmanstorp

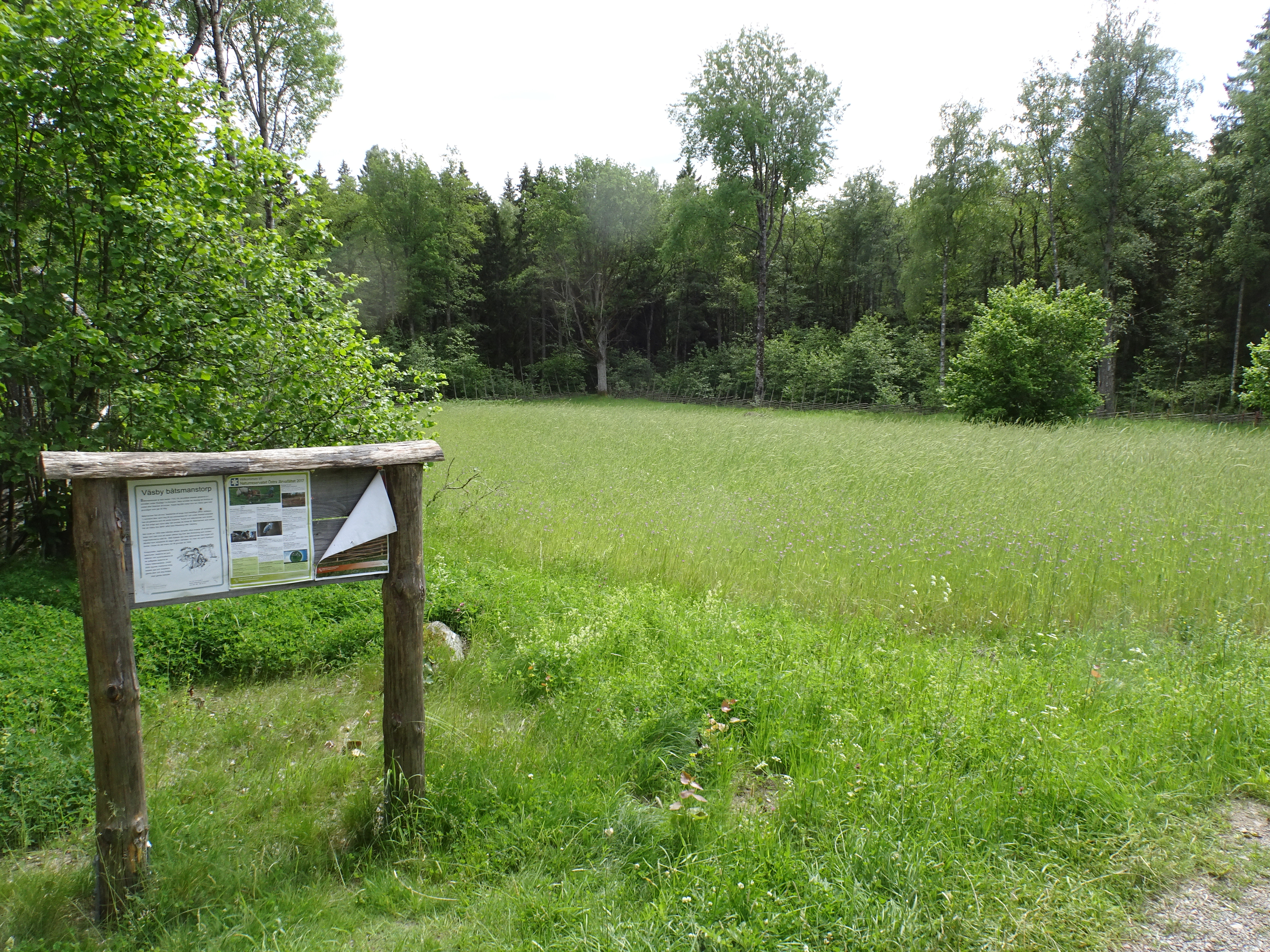
Väsby båtmanstorps torpplats i juni 2017.

Väsby båtmanstorp låg i Sollentuna socken strax väster om sjön Ravalen i nuvarande Östra Järvafältets naturreservat i Sollentuna kommun. Båtsmanstorpets byggnad existerar inte längre men kommunen har restaurerat platsen för att visa hur en torpplats kunde se ut och hur markerna kring ett torp brukades förr. Väsby båtmanstorp lydde under Väsby gård och är ett fornminne med RAÄ Sollentuna 460.

## Historik

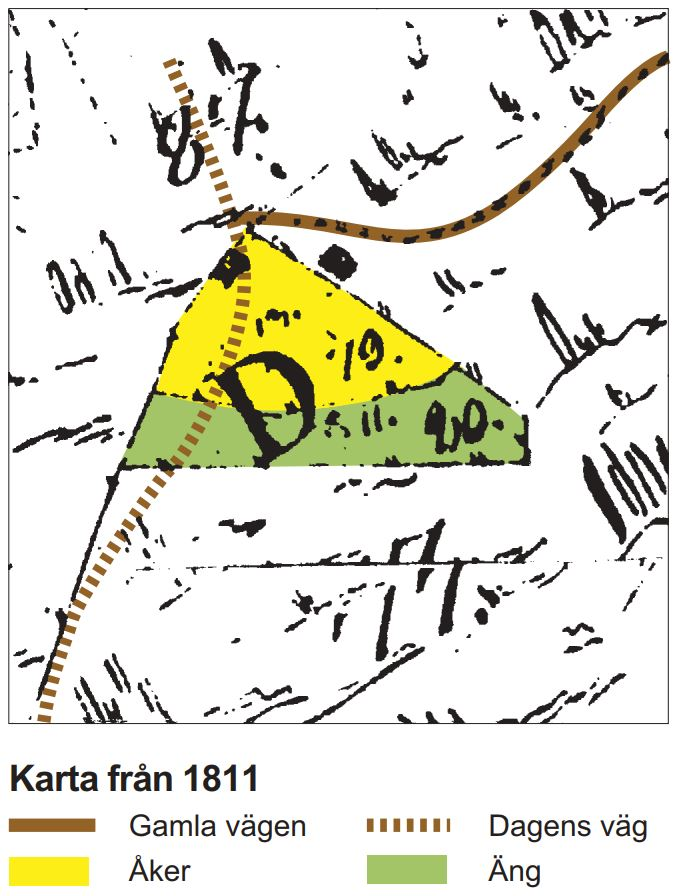

Väsby båtsmanstorp är känt sedan 1725 då det omnämns i husförhörslängder och finns inritat på en karta från 1811. Torpet låg cirka 600 meter norr om Väsby gård och intill den gamla landsvägen till Viby gård. På Järvafältet delades gårdarna in i områden under Roslags 2:a Kompani. Varje område var skyldigt att försörja en soldat eller båtsman åt kronan. 
Båtsmannen fick ett torp ”bestående af stuga med behöfliga uthus, kåltäppa, ½ tunnland åker samt äng till två sommarlass hö”. Under fredstid arbetade båtsmannen eller soldaten på gårdarna som de andra torparna. Enligt gammal sed fick båtsmannen sitt namn efter torpet, i detta fall fick han heta ”Wässberg” eller ”Väsberg”.
Den sista båtsmannen flyttade från torpet 1885. Därefter nyttjades stugan av arbetsfolk till någon av gårdarna i närheten. Torpet brann ner 1928. Lämningen består idag av en husgrund med måtten 8x7 meter och ett spisröse (hög efter den rasade skorstenen). Resterna efter en jordkällare och förvildade syrenbuskar vittnar om båtsmanstorpets gamla tomtplats.

## Återskapning
I ett led att återskapa historiska odlingslandskap mellan gårdarna Väsby och Bög lät kommunen 2006 röja tomtplatsen och håller sedan dess området öppet. Man tillämpar gamla metoder där hästar används i åkerbruket. Åkern, ängen och gärdesgården runt torpplatsen har återskapats. Torpplatserna Barsäll och Hällen är också framröjda.

## Bilder

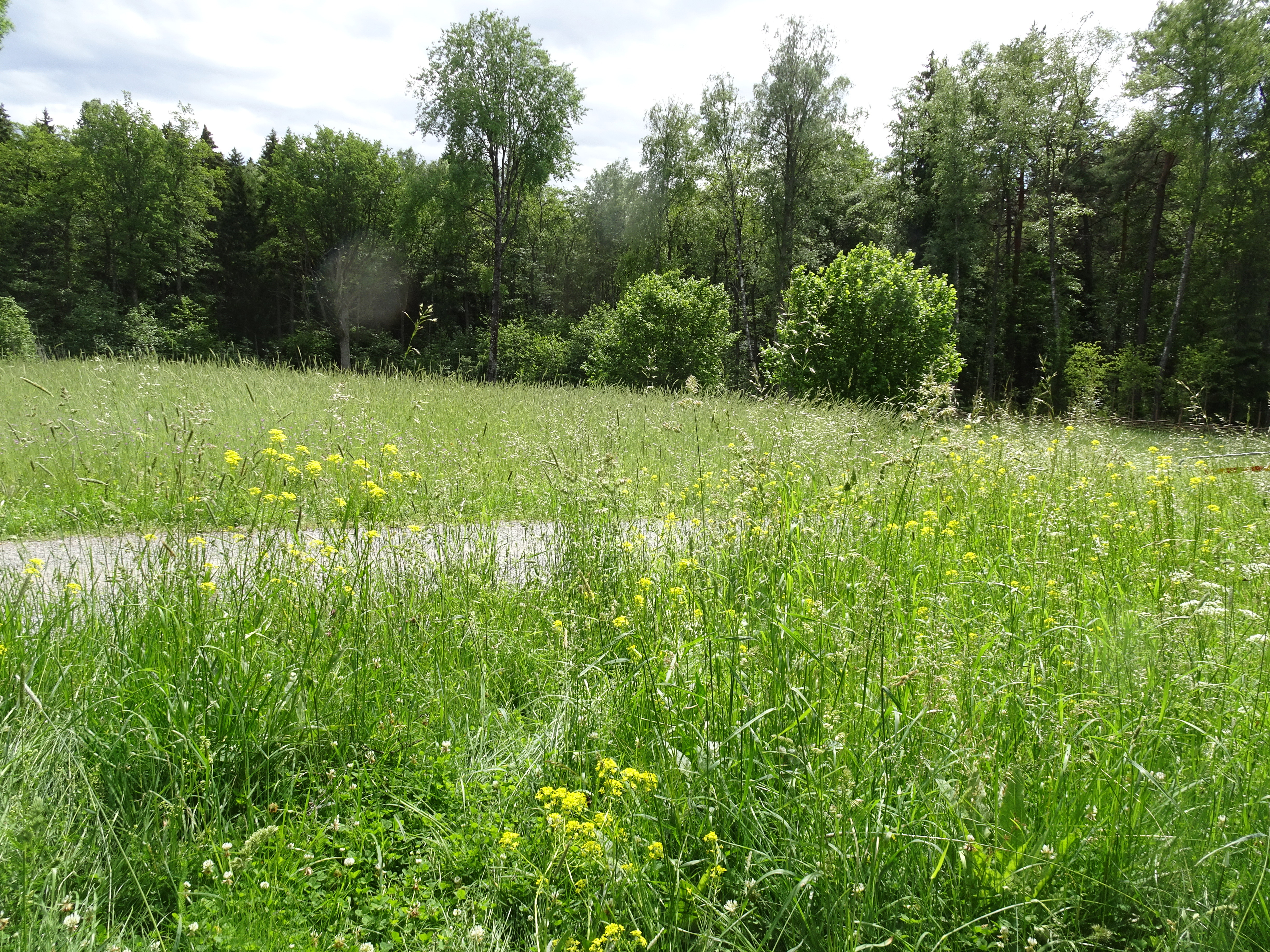
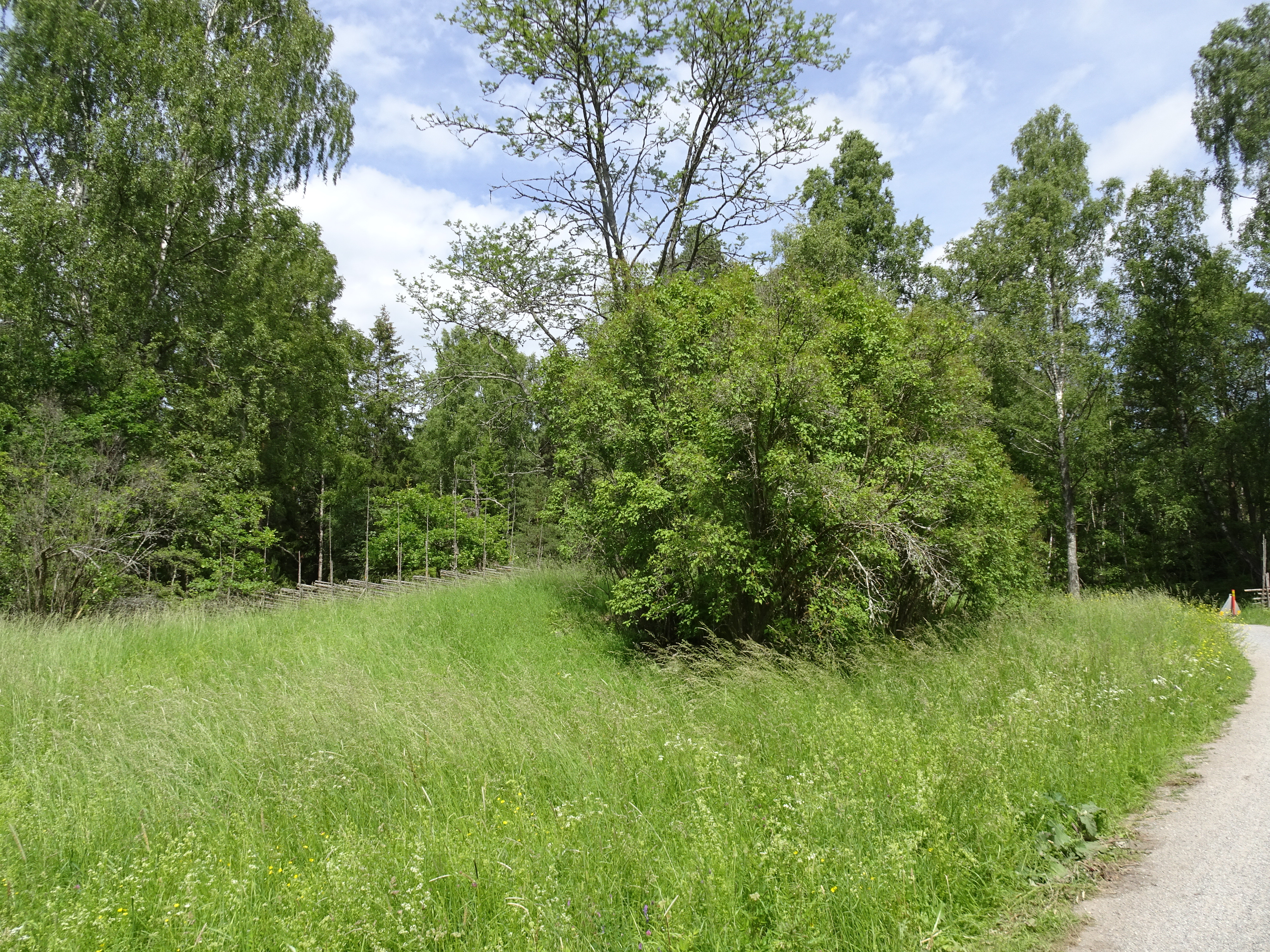
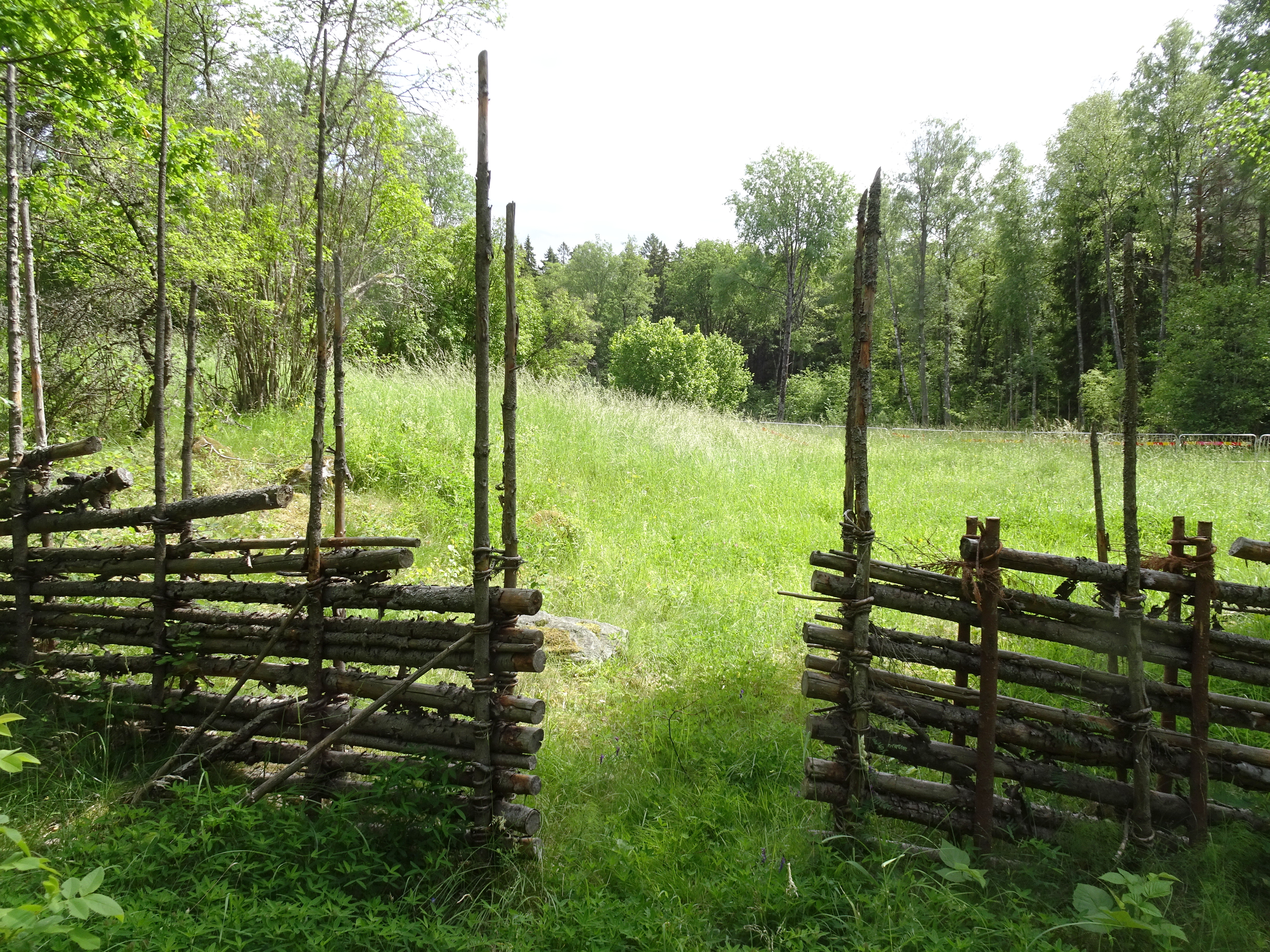
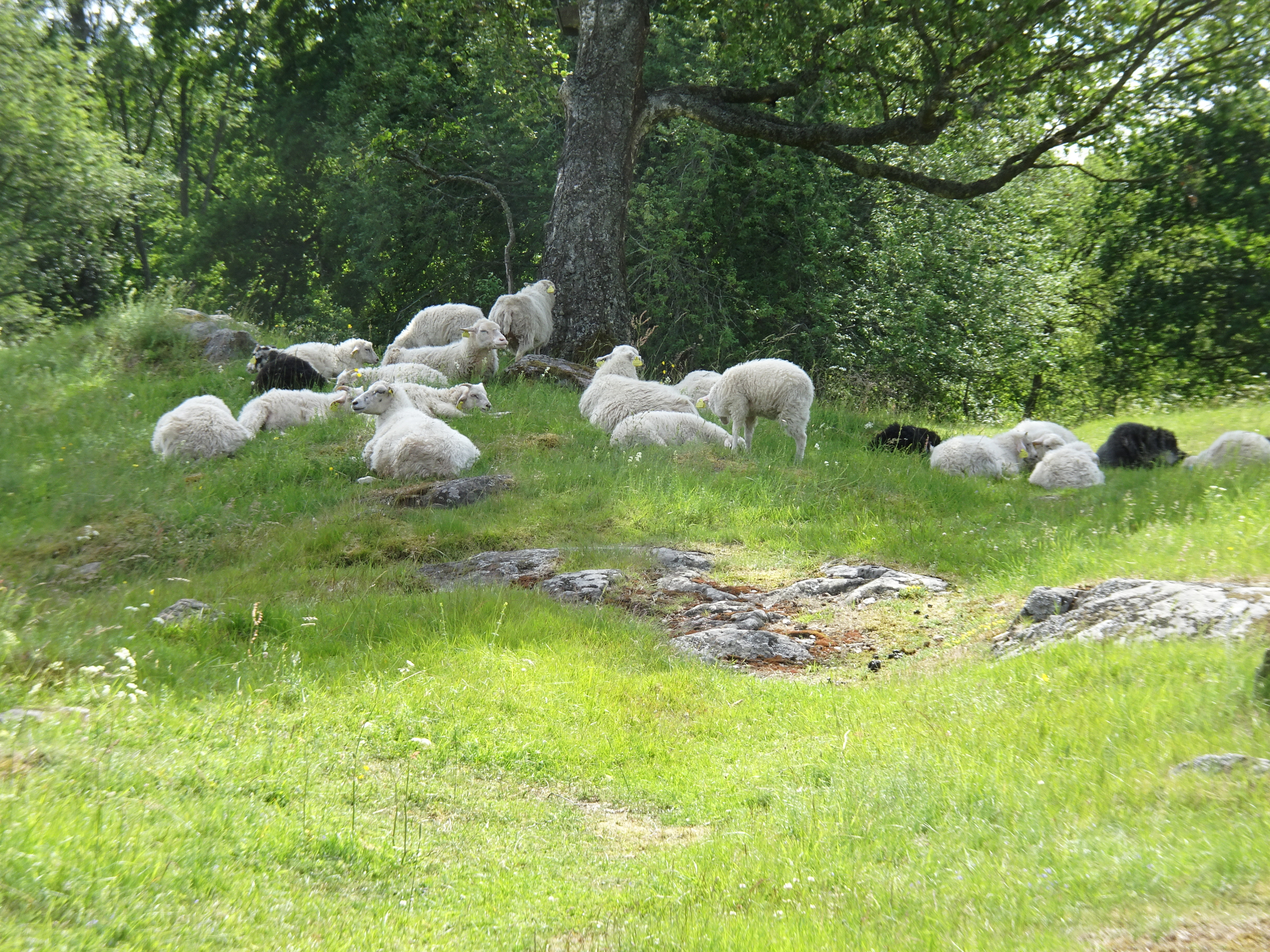